# スクール・ニューディール
スクール・ニューディールとは、日本政府が平成21年4月にとりまとめた「経済危機対策」において、文教市場分野において提唱された構想。
「スクール・ニューディール」構想等の推進が、地域経済への波及効果をもたらし、地域の活性化にも資することが期待され、「21世紀の学校」にふさわしい教育環境の抜本的充実を図ることを目的に施行が決定され、この決定に基づき、学校耐震化の早期推進、学校への太陽光発電の導入をはじめとしたエコ改修、ICT環境の整備等を一体的に推進することとなった。
平成21年度補正予算においては、「スクール・ニューディール」構想を実現するために国庫補助で要な予算として、約4千9百億円が計上され、これを受けて、すべての地方公共団体が、学校耐震化、エコ化、ICT化に取り組むように文部科学省から各都道府県の教育庁、政令指定都市の教育委員会事務局に文書で通達が行われた。平成21年度補正予算は、地方公共団体の財政事情に配慮し、従来の国庫補助に加え、地方向けの臨時交付金が盛り込まれており、地方公共団体の負担が大幅に軽減されている特徴があった。
しかしながら、通達時期が自治体の予算化から執行までの過程で必要とする日程に対し、厳しいタイミングでの通達となり、更に文部科学省から直接文書通達を受けられない市町村の教育委員会事務局では更に情報通達が遅れたため、「スクール・ニューディール」構想への参加を見送る自治体も散見された。これに対し、文部科学省側も各教育委員会を訪問したり、二次募集を行うなど懸命の努力を重ねて対応した。一部には独自予算で前年度に整備が完了している、または独自の整備計画があり「スクール・ニューディール」構想への参加を見送った自治体もある。また、自治体自体の当年度予算が厳しく予算を組めない自治体もあった。結果として、ICT化に絞り比較すると、独自整備又は「スクール・ニューディール」構想へ参加しICT化を進めた自治体とICT化が進まない自治体との間で教員の活動や、子供の学習にどのような影響があるのか課題を残している。